# Pies descalzos
Pies descalzos è il terzo album in studio della cantante colombiana Shakira, pubblicato il 6 ottobre 1995 dalle etichette discografiche Epic Records e Sony Music.
Shakira produsse tre versioni in lingua portoghese delle canzoni Estoy aquí (Estou aqui), Pies descalzos, sueños blancos (Pés descalços) e Un poco de amor (Um pouco de amor), contenute nell'album del 1997 The Remix (Os remixes in portoghese).

## Descrizione
Realizzato con la collaborazione del coautore Luis Fernando Ochoa, Pies descalzos contiene Donde estas corazon, brano già incluso in una compilation di musica latino-americana, Estoy aqui (che nella versione dal vivo dell'MTV Unplugged e in quella inserita nel suo Tour of the Mongoose è stata riarrangiata citando il celebre musical Cats). Per entrambi i brani esistono una versione europea ed una americana del video. Altri brani importanti sono Antología, una delle prime canzoni scritte dalla stessa Shakira e Un poco de amor in cui il tema dell'amore universale è accompagnato da un coinvolgente ritmo reggae.
Pies descalzos è anche il nome della fondazione dell'artista colombiana, che si occupa di garantire un'educazione scolastica ai molti bambini che in Colombia stentano a vivere in maniera dignitosa. Per questo suo impegno Shakira verrà insignita dell'alta onorificenza ONU. Per questo album, Shakira ha ricevuto tre Billboard Latin Music Awards nella categoria di Album of the Year, Best New Artist and Video of the Year per Estoy aqui. Pies descalzos ha venduto più di 5 milioni di copie nel mondo.
Per quel che concerne le liriche: Estoy aquí esprime la volontà della protagonista di correggere una fallimentare relazione; Antología descrive la felicità nel condividere la conoscenza di un amante; Un Poco De Amor, dal ritmo reggae, è incentrato sul tema dell'amore universale; i brani Quiero, Te Necesito e Vuelve sono incentrati sull'ardente desiderio del ritorno di un amante; Te Espero Sentada, invece, descrive il punto di vista di un'amante in attesa dell'amato, che si chiede se egli sia conscio della sofferenza causata dalla sua assenza; Pies Descalzos, Sueños Blancos, da cui deriva il titolo dell'album, descrive le ipotetiche "regole" inventate dalla razza umana dopo che Adamo ed Eva mangiarono il frutto proibito; Pienso En Tí descrive una ragazza che pensa sempre più al proprio amante a poco a poco che il tempo passa; ¿Dónde Estás Corazón?, parla dell'ardente ricerca della protagonista del suo amato; l'ultima traccia è invece molto più seria rispetto alle altre dal timbro più spensierato: il brano, infatti, intitolato Se Quiere, Se Mata, segue infatti una coppia che ha un rapporto occasionale e pagano a carissimo prezzo un aborto in "una città marcia dove ciò che non si ama, si uccide".
La canzone Pienso en ti fu utilizzata come colonna sonora del film L'amore ai tempi del colera di Mike Newell.

## Tracce
Testi di Shakira e Luis Fernando Ochoa.
1. Estoy aquí – 3:51
2. Antología – 4:15
3. Un poco de amor – 4:00
4. Quiero – 4:09
5. Te necesito – 3:59
6. Vuelve – 3:54
7. Te espero sentada – 3:25
8. Pies descalzos, sueños blancos – 3:25
9. Pienso en ti – 2:25
10. ¿Dónde estás corazón? – 3:51
11. Se quiere, se mata – 3:39

### Riedizione brasiliana
L'edizione rimasterizzata per il mercato brasiliano contiene cinque tracce bonus. Molte di queste tracce saranno poi inserite nell'album The Remixes (1997), pubblicato nell'anno dei 20 anni della cantante.
1. Estou aqui (versione in portoghese di Estoy aquí)
2. Um pouco de amor (versione in portoghese di Un poco de amor)
3. Pés descalços (versione in portoghese di Pies pescalzos, sueños blancos)
4. Estoy aquí (Radio Edit)
5. ¿Dónde estás corazón? (singolo remix)

## Formazione
- Shakira - voce
- José Garcia - basso
- Nacho Pilonieta - basso
- Luis Fernando Ochoa - basso, chitarra acustica, chitarra elettrica, armonica, tastiere, organo Hammond, percussioni, programmazione, cori
- Gonzalo Vasquez - batteria, pandereta, shaker, timballi, programmazione, cori
- Howard Glassfor - chitarra, cori
- Camilo Montilla - pianoforte
- Samuel Torres - percussioni
- Alejandro Gomez - armonica
- Eusebio Valderrama - tromba
- José Gaviria - cori
- Andrea Piñeros - cori